# Kem (geomorfologia)

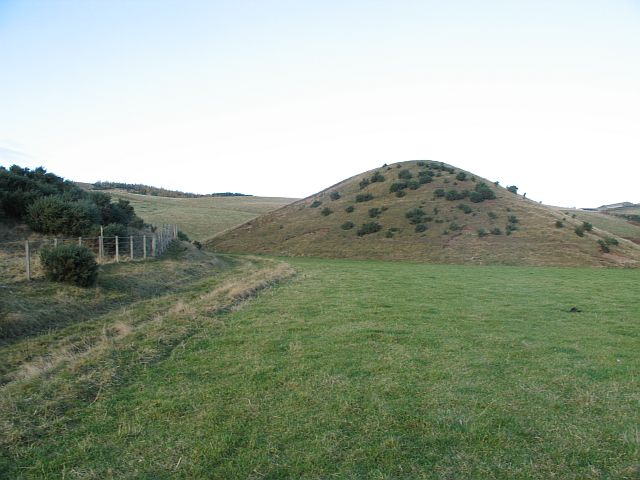
Kem w Szkocji, niedaleko Kirriemuir.

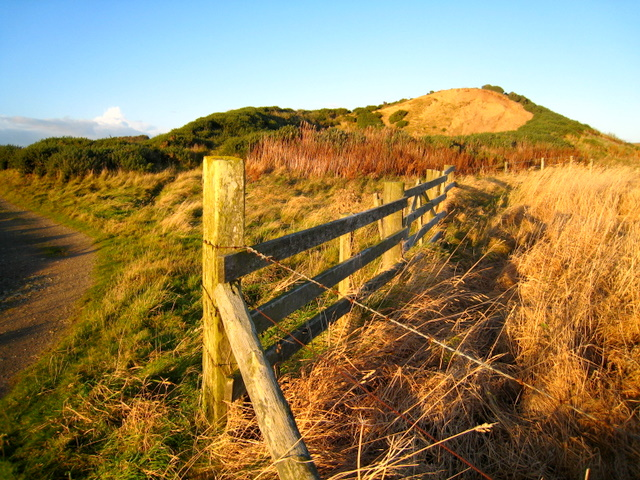
Kem w Szkocji, niedaleko ujścia rzeki Ythan.

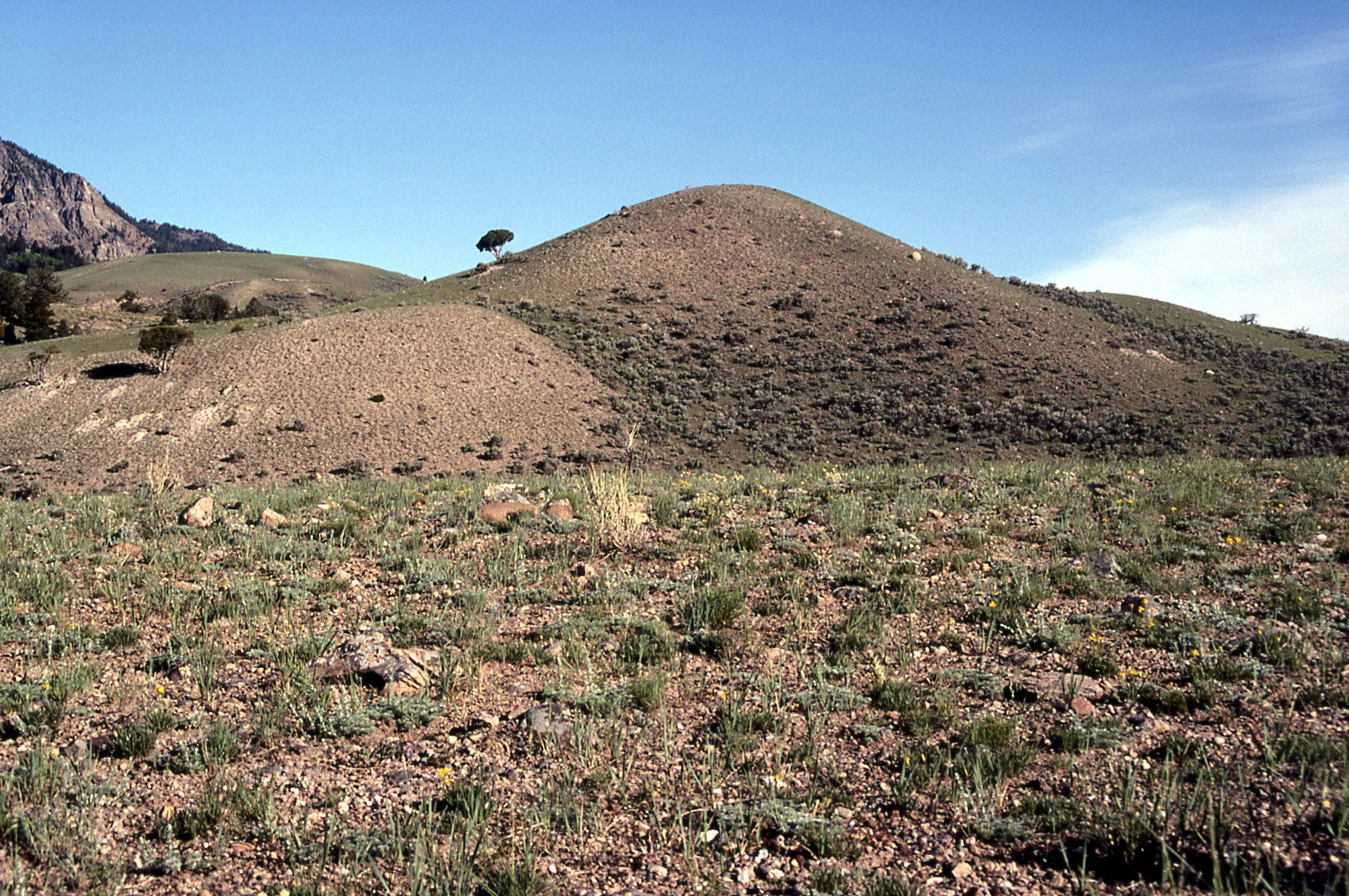
Kem w Parku Narodowym Yellowstone w Stanach Zjednoczonych.

Kem (ang. kame) – forma ukształtowania powierzchni Ziemi powstała w wyniku działalności wód roztopowych z lodowca (procesy fluwioglacjalne). Jest to pagórek, garb, wzgórze lub stoliwo o wysokości od kilku do kilkunastu metrów (zazwyczaj 20–30 metrów) i średnicy kilkuset metrów o kształcie stożka lub stożka ściętego. Najczęściej są budowane przez piaski i muły, a czasem żwiry.

## Opis
Kemy powstają w wyniku działalności akumulacyjnej wód fluwioglacjalnych. Powstają w obniżeniach otoczonych przynajmniej z jednej strony ścianą lodu, albo szczelinach w obrębie lądolodu lub brył martwego lodu, w wyniku odkładania w nich materiału skalnego. Wraz z wytapianiem lodu i poszerzaniem szczelin osadzony materiał w partiach brzeżnych ulega deformacjom (np. w wyniku ruchów masowych).
Ze względu na sposób powstania kemy można podzielić na dwa rodzaje: fluwioglacjalne i limnoglacjalne. Kemy fluwioglacjalne to kemy, które powstały w wyniku osadzania materiału przez wody fluwioglacjalne. Zazwyczaj są one zbudowane ze żwirów i piasków. Kemy limnoglacjalne zaś powstają przez akumulację materiału przez wody stojące i zazwyczaj składają się z drobnoziarnistych piasków i mułów.
Ze względu na miejsce powstania wyróżnia się kemy szczelinowe – pierwotnym środowiskiem sedymentacji były szczeliny między bryłami martwego lodu; oraz kemy przetainowe – materiał osadzał się w zbiornikach supraglacjalnych (występujących na powierzchni lodowca), następnie był wtapiany w lodowiec i osadzany na morenowym podłożu.
Pagóry kemowe są cechą charakterystyczną dla obszarów o rzeźbie polodowcowej powstałej w wyniku działalności brył martwego lodu, dlatego są traktowane jako wyznacznik deglacjacji arealnej, czyli obszarowego topnienia lodowca i jego rozpadania na fragmenty lodu martwego.
Specyficzną formą kemów są tzw. terasy kemowe (kemy marginalne), które powstały w wyniku osadzania przez cieki marginalne materiału skalnego pomiędzy jęzorem lodowcowym a zboczem doliny, kiedy jęzor jest zbyt mały i nie sięga stoków doliny. Terasy kemowe przypominają swoim kształtem formy o charakterze antropogenicznym, ale nimi nie są.
Kemy występują w Polsce pospolicie, w największej ilości na obszarach objętych zlodowaceniami północno- i środkowopolskim, ale są również spotykane dalej na południe.